# Кронлёф, Бьянка
Бьянка Кронлёф (швед. Bianca Alicia Kronlöf; род. 30 марта 1985, Трангсунд, Стокгольм) — шведско-финская актриса, комик и сценарист.

## Биография
Бьянка родилась 30 марта 1985 года в Нюнесхамне. Её родители родом из Ваасы, Финляндия. Её отец — шведскоязычный финн, мать — финка, бабушка по материнской линии — шотландка, а у деда по материнской линии в роду были афро-тринидадские корни.
Бьянка выросла в Нюнесхамне, училась в Стокгольмской гимназии эстетики, после чего отправилась учиться в Высшую театральную школу при Гётеборгском университете. Она работала иллюстратором, в том числе для «Шведского агентства международного развития» (SIDA) и «Прав детей в обществе» (BRIS). Она также принимала участие в выставке видео-искусства в Художественном музее «Лильевальхс», известна своей сатирой и работами в направлении феминизма.
В 2012 году она привлекла к себе внимание своим видеороликом «Snubben» («Чувак») на Youtube, в котором осветила проблемы расизма и сексизма. Во время обучения в Гётеборге Бьянка вместе с двумя однокурсницами организовала театральную группу «Gruppen».
В 2013 году она работала репортёром для благотворительного шоу Musikhjälpen Шведского радио и Шведского телевидения. В Бангладеш она сделала репортаж о положении женщин в стране.
В 2014 году вместе со своей сестрой Тиффани провела комедийное шоу Full patte на Шведском телевидении. Газета Nöjesguiden назвала сестёр Кронлёф «двумя самыми большими образцами феминизма для подражания в стране».
В 2014 году Бьянка принимала участие в комедийном сериале Hårdvinklat, шедшем на шведском телевизионном канале TV3.
В 2014—2015 гг. Бьянка Кронлёф снялась в двух фильмах: шведском фильме «Андердог» (Svenskjävel, дословно со швед. — «Чёртова шведка», в мировом кинопрокате — англ. Underdog) и норвежском фильме Verden venter.
На Международном кинофестивале в Лез-Арк в 2014 году Бьянке Кронлёф присудили премию лучшей актрисе газеты Metronews за роль в фильме «Андердог».
В 2016 году Бьянка Кронлёф стала лауреатом шведской премии «Золотой жук» за фильм «Андердог».
В сентябре 2021 года в издательстве Albert Bonniers Förlag опубликована книга Кронлёф «Письмо мужчине» (Brev till mannen).

## Фильмы и телесериалы
- Musikhjälpen (2013)
- Svenskjävel (2015)
- Siv sover vilse (2016)
- Bäst i test (2017)
- Full patte (2017)
- Jakten på tidskristallen (2017)
- Monky (2017)
- Parlamentet (2018)
- Tunn is (2020)
- Pelle Svanslös — (2020)